# Esco a fare due passi
(Dal primo capitolo del romanzo)
Esco a fare due passi è il primo romanzo di Fabio Volo, pubblicato nel 2001 per Mondadori. Ha venduto oltre 300 000 copie.

## Trama
Nico è un DJ radiofonico ventottenne che non vuole crescere e ha paura di ogni incarico di responsabilità che gli viene offerto nella vita. Vive da solo, racconta scene di vita vissuta reali e storie d'amore al limite dell'immaginabile.
All'inizio del libro, il protagonista decide di scrivere a se stesso una lettera in cui si racconta, immaginando di riceverla 5 anni dopo. In questa lettera racconta di come si sente in quel momento, come si trova nei confronti del mondo e delle persone che lo circondano: donne, colleghi di lavoro, la sua famiglia.
Nico descrive la propria interiorità nel modo più personale possibile aggiungendo ad ogni evento una riflessione momentanea o una massima (molte richiamano lo stile degli aforismi di Khalil Gibran).
C'è chi parla di Sindrome di Peter Pan che colpisce Nico; alcune recensioni hanno parlato di questo libro come il racconto di un modo di vivere di un ragazzo normale alle prese con la vita e gli incontri di tutti i giorni, le loro sfide, le delusioni e le soddisfazioni.